# Magnetické vlny léčí
Magnetické vlny léčí je krátký televizní film Vojtěcha Jasného z roku 1965. Odehrává se na divokém západě v městečku Fisher Hill.
Při scéně v baru zpívá Eva Pilarová píseň Co ve městě se povídá (Jiří Šlitr / Jiří Suchý) a doprovází ji kapela, ve které hrají Jiří Šlitr, Bohumil Zoula, Karel Turnovský a další.

## Obsah
Za soudcem (Jiří Sovák) přijíždí detektiv Biddle (Jaroslav Mareš) a varuje ho před falešným doktorem Wa-Hu (Jan Werich), který lidi bez povolení úřadů léčí magnetickými vlnami. Detektiv se se soudcem dohodne, že na doktora nastraží past, soudce bude předstírat, že je nemocný, detektiv bude dělat, že je soudcův synovec, a až prokážou, že Wa-Hu bere za práci peníze, zatknou ho. Soudce tedy vleze do postele a dělá, že je nemocný, a pošle svého pohůnka (Jaroslav Štercl) za doktorem, který se mezitím baví v místním baru. Wa-Hu přijde a léčí (během léčby se mu nečekaně podaří i hypnoticky uspat soudce i detektiva a je z toho sám překvapen) a pak si vyžádá honorář 250 dolarů. Když soudce zaplatí, ukáže se, že jde o lest a že domnělý detektiv je ve skutečnosti kumpán doktora a oba utíkají i s penězi.

## Obsazení
| Jan Werich      | falešný doktor Wa-Hu                    |
| Jiří Sovák      | soudce Joe Banks, starosta Fisher Hillu |
| Jaroslav Mareš  | detektiv Mr. Jack Biddle                |
| Jaroslav Štercl | soudcův pohůnek Shorty                  |
| Eva Pilarová    | zpěvačka                                |
| Zdeněk Srstka   | pouliční rváč                           |
| Jiří Šlitr      | klavírista                              |
| Bohumil Zoula   | houslista                               |
| Karel Turnovský | hráč na bicí                            |

## Tvůrci a štáb
- Režie: Vojtěch Jasný
- Námět: O. Henry (povídka Jeff Peters osobním magnetem)
- Překlad a úprava: Jana Werichová
- Kamera: Josef Střecha
- Hudba: Jiří Šlitr
- Zvuk: Dobroslav Šrámek
- Střih: Karel Kohout
- Výroba: Miloslav Vaněk
- Architekt: Jan Zázvorka
- Pomocný režisér: Věra Pištěková

## Technické údaje
- Premiéra: 25. prosinec 1965
- Výroba: Československá televize Praha, Televizní filmová tvorba Praha, © 1965
- Barva: černobílý
- Jazyk: čeština
- Délka: cca 28 minut